# Empoasca uvalda
Empoasca uvalda är en insektsart som beskrevs av Davidson och Delong 1939. Empoasca uvalda ingår i släktet Empoasca och familjen dvärgstritar.
Artens utbredningsområde är Texas. Inga underarter finns listade i Catalogue of Life.